# Ringer-Europameisterschaften 1981
Die Ringer-Europameisterschaften 1981 wurden erstmals seit 1976 getrennt voneinander ausgetragen. Das Turnier im griechisch-römischen Stil fand Anfang April im schwedischen Göteborg statt. Das Turnier im freien Stil Ende April im polnischen Łódź.

## Griechisch-römisch, Männer (Turnier in Göteborg)

### Ergebnisse

#### Kategorie bis 48 kg
| Platz | Land        | Sportler         |
| ----- | ----------- | ---------------- |
| 1     | Bulgarien   | Totijo Andonow   |
| 2     | Sowjetunion | Wiktor Sawtschuk |
| 3     | Türkei      | Salih Bora       |
| 4     | Finnland    | Reijo Haaparanta |
| 5     | Italien     | Vincenzo Maenza  |
| 6     | Ungarn      | Ferenc Seres     |

Titelverteidiger: Roman Kierpacz, Polen

#### Kategorie bis 52 kg
| Platz | Land                            | Sportler             |
| ----- | ------------------------------- | -------------------- |
| 1     | Sowjetunion                     | Benur Paschajan      |
| 2     | Ungarn                          | Lajos Rácz           |
| 3     | Bulgarien                       | Ljubomir Tsekow      |
| 4     | Finnland                        | Taisto Halonen       |
| 5     | Rumänien                        | Constantin Alexandru |
| 6     | Polen                           | Leszek Majkowski     |
|       |                                 |                      |
| 8     | Deutsche Demokratische Republik | Heiko Röll           |
|       |                                 |                      |
| 10    | BR Deutschland                  | Jürgen Kleer         |

Titelverteidiger:

#### Kategorie bis 57 kg
| Platz | Land           | Sportler            |
| ----- | -------------- | ------------------- |
| 1     | BR Deutschland | Pasquale Passarelli |
| 2     | Schweden       | Benni Ljungbeck     |
| 3     | Polen          | Piotr Michalik      |
| 4     | Ungarn         | Árpád Sipos         |
| 5     | Sowjetunion    | Schamil Serikow     |
| 6     | Finnland       | Einari Suutari      |

Titelverteidiger: Witali Konstantinow, UdSSR

#### Kategorie bis 62 kg
| Platz | Land                            | Sportler          |
| ----- | ------------------------------- | ----------------- |
| 1     | Polen                           | Ryszard Swierad   |
| 2     | Bulgarien                       | Panajot Kirow     |
| 3     | Sowjetunion                     | Farchat Mustafin  |
| 4     | Jugoslawien                     | Nandor Szabo      |
| 5     | Ungarn                          | Tomas Tóth        |
| 6     | Finnland                        | Hannu Övermark    |
|       |                                 |                   |
| 8     | Deutsche Demokratische Republik | Günter Reichelt   |
|       |                                 |                   |
| 10    | BR Deutschland                  | Thomas Passarelli |

Titelverteidiger: Nelson Dawidjan, UdSSR

#### Kategorie bis 68 kg
| Platz | Land           | Sportler             |
| ----- | -------------- | -------------------- |
| 1     | Rumänien       | Ștefan Rusu          |
| 2     | BR Deutschland | Erich Klaus          |
| 3     | Finnland       | Tapio Sipilä         |
| 4     | Sowjetunion    | Anatoli Krawtschenko |
| 5     | Ungarn         | Károly Gaál          |
| 6     | Bulgarien      | Iwan Saikow          |

Titelverteidiger: Ștefan Rusu, Rumänien

#### Kategorie bis 74 kg
| Platz | Land                            | Sportler           |
| ----- | ------------------------------- | ------------------ |
| 1     | Ungarn                          | Ferenc Kocsis      |
| 2     | Sowjetunion                     | Wladimir Galkin    |
| 3     | Polen                           | Andrzej Supron     |
| 4     | Jugoslawien                     | Karolj Kasap       |
| 5     | Schweden                        | Lennart Lundell    |
| 6     | Rumänien                        | Gheorghe Ciobotaru |
| 7     | Deutsche Demokratische Republik | Peter Thätner      |
|       |                                 |                    |
| 12    | BR Deutschland                  | Karl-Heinz Helbing |
| 12    | Österreich                      | Franz Ransmayr     |

Titelverteidiger: Nedko Nedew, Bulgarien

#### Kategorie bis 82 kg
| Platz | Land                            | Sportler       |
| ----- | ------------------------------- | -------------- |
| 1     | Sowjetunion                     | Gennadi Korban |
| 2     | Polen                           | Jan Dolgowicz  |
| 3     | Bulgarien                       | Pawel Pawlow   |
| 4     | Ungarn                          | Mihály Toma    |
| 5     | Finnland                        | Mikko Huhtala  |
| 6     | Jugoslawien                     | Karolj Kopas   |
|       |                                 |                |
| 11    | Deutsche Demokratische Republik | Jörn Levermann |
| 12    | Österreich                      | Peter Danner   |
| 12    | BR Deutschland                  | Kurt Spaniol   |

Titelverteidiger: Gennadi Korban, UdSSR

#### Kategorie bis 90 kg
| Platz | Land                            | Sportler             |
| ----- | ------------------------------- | -------------------- |
| 1     | Schweden                        | Frank Andersson      |
| 2     | Sowjetunion                     | Aleksander Dubrowski |
| 3     | Griechenland                    | Georgios Pozidis     |
| 4     | Finnland                        | Keijo Manni          |
| 5     | Bulgarien                       | Atanas Komtschew     |
| 6     | BR Deutschland                  | Uwe Sachs            |
|       |                                 |                      |
| 10    | Deutsche Demokratische Republik | Thomas Horschel      |
| 11    | Österreich                      | Franz Pitschmann     |

Titelverteidiger: Igor Kanygin, UdSSR

#### Kategorie bis 100 kg
| Platz | Land        | Sportler         |
| ----- | ----------- | ---------------- |
| 1     | Sowjetunion | Nikolai Inkow    |
| 2     | Bulgarien   | Andrej Dimitrow  |
| 3     | Schweden    | Christer Gulldén |
| 4     | Rumänien    | Vasile Andrei    |
| 5     | Polen       | Roman Wrocławski |
| 6     | Jugoslawien | Josef Tertelj    |

Titelverteidiger: Georgi Rajkow, Bulgarien

#### Kategorie über 100 kg
| Platz | Land        | Sportler          |
| ----- | ----------- | ----------------- |
| 1     | Bulgarien   | Rangel Gerowski   |
| 2     | Sowjetunion | Jewgeni Artjuchin |
| 3     | Polen       | Henryk Tomanek    |
| 4     | Ungarn      | János Rovnyai     |
| 5     | Schweden    | Tomas Johansson   |
| 6     | Jugoslawien | Prvoslav Ilić     |

Titelverteidiger: Nikola Dinew, Bulgarien

### Medaillenspiegel
| Rang | Land           | Gold | Silber | Bronze | Vierter | Fünfter | Sechster |
| ---- | -------------- | ---- | ------ | ------ | ------- | ------- | -------- |
| 1    | Sowjetunion    | 3    | 4      | 1      | 1       | 1       | 0        |
| 2    | Bulgarien      | 2    | 2      | 2      | 0       | 1       | 1        |
| 3    | Polen          | 1    | 1      | 3      | 0       | 1       | 1        |
| 4    | Schweden       | 1    | 1      | 1      | 0       | 2       | 0        |
| 5    | Ungarn         | 1    | 1      | 0      | 3       | 2       | 1        |
| 6    | BR Deutschland | 1    | 1      | 0      | 0       | 0       | 1        |
| 7    | Rumänien       | 1    | 0      | 0      | 1       | 1       | 1        |
| 8    | Finnland       | 0    | 0      | 1      | 3       | 1       | 2        |
| 9    | Türkei         | 0    | 0      | 1      | 0       | 0       | 0        |
|      | Griechenland   | 0    | 0      | 1      | 0       | 0       | 0        |
| 11   | Jugoslawien    | 0    | 0      | 0      | 2       | 0       | 3        |
| 12   | Italien        | 0    | 0      | 0      | 0       | 1       | 0        |

## Freistil, Männer (Turnier in Łódź)

### Ergebnisse

#### Kategorie bis 48 kg
| Platz | Land                            | Sportler          |
| ----- | ------------------------------- | ----------------- |
| 1     | Bulgarien                       | Ali Mechmedow     |
| 2     | Italien                         | Claudio Pollio    |
| 3     | Sowjetunion                     | Roman Dimitrijew  |
| 4     | Deutsche Demokratische Republik | Gerald Pfister    |
| 5     | Polen                           | Wladyslaw Olejnik |
| 6     | Ungarn                          | Jozsef Retkes     |

Titelverteidiger: Rumen Jordanow, Bulgarien

#### Kategorie bis 52 kg
| Platz | Land                            | Sportler          |
| ----- | ------------------------------- | ----------------- |
| 1     | Deutsche Demokratische Republik | Hartmut Reich     |
| 2     | Ungarn                          | Lajos Szabó       |
| 3     | Bulgarien                       | Walentin Jordanow |
| 4     | BR Deutschland                  | Fritz Niebler     |
| 5     | Polen                           | Władysław Stecyk  |
| 6     | Schweiz                         | Erwin Mühlemann   |

Titelverteidiger: Nermedin Selimow, Bulgarien

#### Kategorie bis 57 kg
| Platz | Land                            | Sportler          |
| ----- | ------------------------------- | ----------------- |
| 1     | Bulgarien                       | Stefan Iwanow     |
| 2     | Deutsche Demokratische Republik | Bernd Bobrich     |
| 3     | Sowjetunion                     | Andrei Jartsew    |
| 4     | Rumänien                        | Aurel Neagu       |
| 5     | Tschechoslowakei                | Jozef Schwendtner |
| 6     | Polen                           | Wieslaw Konczak   |
| 7     | BR Deutschland                  | Hans Partsch      |

Titelverteidiger: Gurgen Baghdassarjan, UdSSR

#### Kategorie bis 62 kg
| Platz | Land                            | Sportler         |
| ----- | ------------------------------- | ---------------- |
| 1     | Sowjetunion                     | Busai Ibragimow  |
| 2     | Polen                           | Marian Skubacz   |
| 3     | Bulgarien                       | Simeon Schterew  |
| 4     | Italien                         | Antonio La Bruna |
| 5     | Rumänien                        | Traian Marinescu |
| 6     | Tschechoslowakei                | Jozef Culak      |
|       |                                 |                  |
| 8     | BR Deutschland                  | Michael Kühn     |
|       |                                 |                  |
| 12    | Deutsche Demokratische Republik | Eberhard Pocher  |

Titelverteidiger: Magomedgassan Abuschew, UdSSR

#### Kategorie bis 68 kg
| Platz | Land                            | Sportler             |
| ----- | ------------------------------- | -------------------- |
| 1     | Bulgarien                       | Miho Dukow           |
| 2     | Sowjetunion                     | Michail Charatschura |
| 3     | Deutsche Demokratische Republik | Eberhard Probst      |
| 4     | Finnland                        | Jukka Rauhala        |
| 5     | Polen                           | Stanislaw Chilinski  |
| 6     | BR Deutschland                  | Karl-Heinz Ruch      |

Titelverteidiger: Saipulla Absaidow, UdSSR

#### Kategorie bis 74 kg
| Platz | Land                            | Sportler           |
| ----- | ------------------------------- | ------------------ |
| 1     | Sowjetunion                     | Elbrus Korojew     |
| 2     | Bulgarien                       | Walentin Rajtschew |
| 3     | BR Deutschland                  | Martin Knosp       |
| 4     | Jugoslawien                     | Bairan Coroli      |
| 5     | Polen                           | Ryszard Ścigalski  |
| 6     | Finnland                        | Pekka Rauhala      |
|       |                                 |                    |
| 9     | Deutsche Demokratische Republik | Bernd Radschunat   |
|       |                                 |                    |
| 12    | Schweiz                         | Rudolf Marro       |

Titelverteidiger: Martin Knosp, Deutschland

#### Kategorie bis 82 kg
| Platz | Land                            | Sportler         |
| ----- | ------------------------------- | ---------------- |
| 1     | Sowjetunion                     | Georgi Kalojew   |
| 2     | Bulgarien                       | Efraim Kamberow  |
| 3     | Deutsche Demokratische Republik | Peter Syring     |
| 4     | Polen                           | Leszek Ciota     |
| 5     | Frankreich                      | Michel Mege      |
| 6     | Tschechoslowakei                | Juras Kuciorko   |
| 7     | BR Deutschland                  | Alfred Sutter    |
|       |                                 |                  |
| 9     | Schweiz                         | Jimmy Martinetti |

Titelverteidiger: Ismail Abilow, Bulgarien

#### Kategorie bis 90 kg
| Platz | Land                            | Sportler           |
| ----- | ------------------------------- | ------------------ |
| 1     | Deutsche Demokratische Republik | Uwe Neupert        |
| 2     | Rumänien                        | Gheorghe Brosteanu |
| 3     | Sowjetunion                     | Wiktor Batnija     |
| 4     | Ungarn                          | Géza Molnár        |
| 5     | Bulgarien                       | Georgi Jantschew   |
| 6     | Schweiz                         | Peter Lengacher    |

Titelverteidiger: Oganes Oganesjan, UdSSR

#### Kategorie bis 100 kg
| Platz | Land                            | Sportler          |
| ----- | ------------------------------- | ----------------- |
| 1     | Sowjetunion                     | Magomed Magomedow |
| 2     | Polen                           | Tomasz Busse      |
| 3     | Deutsche Demokratische Republik | Roland Gehrke     |
| 4     | Rumänien                        | Vasile Pușcașu    |
| 5     | Bulgarien                       | Petar Christow    |
| 6     | Türkei                          | Ayhan Taşkın      |

Titelverteidiger: Magomed Magomedow, UdSSR

#### Kategorie über 100 kg
| Platz | Land                            | Sportler               |
| ----- | ------------------------------- | ---------------------- |
| 1     | Sowjetunion                     | Salman Chassimikow     |
| 2     | Ungarn                          | József Balla           |
| 3     | Polen                           | Adam Sandurski         |
| 4     | Bulgarien                       | Slawtscho Tscherwenkow |
| 5     | Deutsche Demokratische Republik | Michael Rentsch        |

Titelverteidiger: Petar Iwanow, Bulgarien

### Medaillenspiegel
In Klammern die Position im Medaillenspiegel bei den Europameisterschaften 1980.
| Rang    | Land                            | Gold | Silber | Bronze | Vierter | Fünfter | Sechster |
| ------- | ------------------------------- | ---- | ------ | ------ | ------- | ------- | -------- |
| 10 (1)0 | Sowjetunion                     | 5    | 1      | 3      | 0       | 0       | 0        |
| 20 (2)0 | Bulgarien                       | 3    | 2      | 2      | 1       | 2       | 0        |
| 30 (4)0 | Deutsche Demokratische Republik | 2    | 1      | 3      | 1       | 1       | 0        |
| 40 (5)0 | Polen                           | 0    | 2      | 1      | 1       | 4       | 1        |
| 50 (6)0 | Ungarn                          | 0    | 2      | 0      | 1       | 0       | 1        |
| 60 (7)0 | Rumänien                        | 0    | 1      | 0      | 2       | 1       | 0        |
| 70 (12) | Italien                         | 0    | 1      | 0      | 1       | 0       | 0        |
| 80 (3)0 | BR Deutschland                  | 0    | 0      | 1      | 1       | 0       | 1        |
| 90 (13) | Finnland                        | 0    | 0      | 0      | 1       | 0       | 1        |
| 10 (–)0 | Jugoslawien                     | 0    | 0      | 0      | 1       | 0       | 0        |
| 11 (10) | Tschechoslowakei                | 0    | 0      | 0      | 0       | 1       | 2        |
| 12 (8)0 | Frankreich                      | 0    | 0      | 0      | 0       | 1       | 0        |
| 13 (-)0 | Schweiz                         | 0    | 0      | 0      | 0       | 0       | 2        |
| 14 (10) | Türkei                          | 0    | 0      | 0      | 0       | 0       | 1        |